# Taoismo Zhengyi

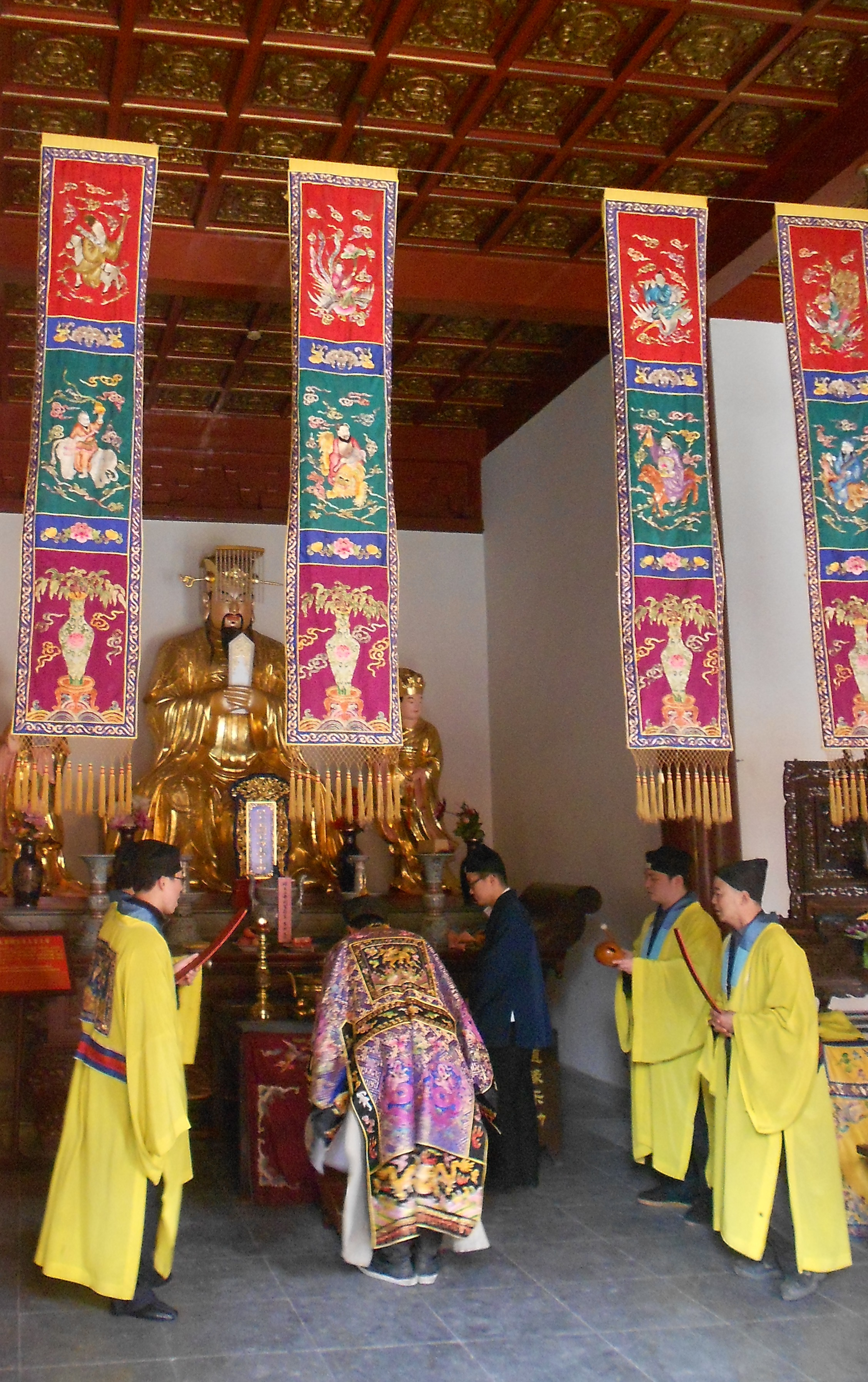
Rito di culto al Dio di Giada al Qinciyangdian, principale tempio dell'ordine Zhengyi a Shanghai.

Il Taoismo Zhengyi (Zhengyi Dao 正一道, "Via della Retta Unità") è un ordine del Taoismo sorto sotto la dinastia Yuan, dal raggruppamento di piccole correnti della Cina meridionale. La corrente prese inizialmente il nome di Zhengyi Mengwei 正一盟威, "Alleanza della Retta Unità". Le scuole unitesi avevano molti aspetti in comune, tra cui la possibilità per gli ordinati di sposarsi ed esercitare altre professioni oltre a quella sacerdotale. Rispetto ai monaci dell'ordine Quanzhen, i membri dell'ordine Zhengyi di fatto fungono da lignaggi sacerdotali operanti nella religione comune del popolo cinese, offrendo un inquadramento rituale taoista per templi e culti popolari. Essi hanno più contatto con la popolazione, ma non abitano nei templi (si recano nei luoghi di culto solo per celebrare). La corrente Zhengyi ha come libro principale lo Zhengyi Jing 正一經.

## Origini
Per meglio controllare il dominio cinese, gli imperatori mongoli designarono un responsabile amministrativo per ogni religione. Assegnarono alle autorità Quanzhen il controllo delle regioni settentrionali, a nord del Chang Jiang; mentre assegnarono alle autorità Zhengyi il controllo di due scuole del sud, ovvero le scuole Maoshan e Gezao.
Il Kubilai Khan, nel 1276, invitò il trentaseiesimo maestro Zhang Zongyan, al Tempio della Fonte Eterna, per confermare il suo titolo di Maestro Celeste (Tianshi 天師), che in quel periodo era frutto di dispute tra più correnti.
Nel 1304, l'imperatore Chengzong affidò al trentottesimo maestro, Zhang Yucai, la direzione delle scuole dei Tre monti (ovvero Longhu, Maoshan e Gezao) e gli assegnò il titolo di Gran Maestro della Retta Unità 正一教主. Successiva agli Yuan, la dinastia Ming rafforzò la posizione del Taoismo, creando, nel 1368, un'organizzazione amministrativa speciale, lo Xuanjiaoyuan 玄教院. Nel 1382, i patriarchi Zhang si videro attribuire il controllo di tutte le correnti taoiste a sud del Chang Jiang. Tutte le richieste per la fondazione di monasteri e per l'esercizio del culto dovevano essere convalidate dall'organo amministrativo. Alle tre scuole amministrate in origine si aggiunsero: la scuola Jingming 淨明, la Shenxiao 神霄, la Qingwei 清微, la Donghua 東華, la Tianxin 天心, e la Taiyi 太一.

## Dal XV secolo all'età contemporanea
Fino alla fine del regno dell'imperatore Shizong della dinastia Ming, il Taoismo di tradizione Zhengyi rimase preferito negli ambienti di corte rispetto al Quanzhen. In seguito, il Taoismo visse momenti di repressione, a causa del mancato sostegno della corte, in particolare sotto i Qing, di cui l'imperatore Yongzheng, fu il solo a riconoscere l'eguaglianza delle tre dottrine (Buddhismo, Taoismo e Confucianesimo). A partire da Qianlong, lo sfavore divenne netto, soprattutto per la corrente Zhengyi, tanto che le sue attività furono limitate al solo monte Longhu. Tuttavia lontano dalla capitale le attività sopravvissero
Il titolo di Maestro Celeste fu ufficialmente abolito con l'avvento della repubblica, nel 1912 anche se in seguito fu reinstaurato da Yuan Shikai; tuttavia Chang Kaichek confermò l'abolizione nel 1927.
Il monastero sul monte Longhu fu incendiato nel 1948, e il sessantatreesimo maestro Zhang Enbo 張恩溥 si trasferì a Taiwan. Quando morì, nel 1969, lasciò il posto al nipote Zhang Yuan.
Oggi, le attività in Cina sono tornate legali, e le ordinazioni clericali riaperte nel 1992, anno della ricostruzione del monastero Longhu.

## Principali scuole Zhengyi
La scuola principale dello Zhengyi è quella che ha sede nel monastero Longhu. Ce ne sono poi molte altre che si definiscono di tradizione Zhengyi, in generale per le loro origini comuni.

### Maestri Celesti
Il titolo Maestro Celeste fu rivendicato sotto gli ultimi imperatori Han da numerosi gruppi che si ritenevano diretti discendenti della tradizione dei Cinque sacchi di riso. Con i Tre regni cinesi la carica si frammentò in due, in questo periodo troviamo infatti un Maestro celeste del sud (il più importante fu Lu Xiujing), e un Maestro celeste del nord o Nuovo maestro celeste (di cui il principale fu Kou Qianzhi 寇謙之).
La linea odierna è quella dei Maestri celesti Zhang, che detiene il titolo dalla dinastia Yuan. La carica passa di padre in figlio (a volte anche nipote), sin dal periodo della scuola dei Cinque sacchi di riso, quando il quarto maestro si insediò sul monte Longhu nel Jiangxi.
La storia della scuola Longhu è parecchio oscura: non si hanno tracce dei patriarchi che si succedettero tra Zhang Lu e il ventiquattresimo, Zhang Zhengsui 張正隨. Fu il quarantaduesimo maestro, Zhang Zhengchang 張正常, che fornì, sotto i Ming, una genealogia completa dei precedenti Maestri Celesti.
Attualmente è in carica il sessantaquattresimo maestro, Zhang Yuan 張源. Yuan non ha figli, e si preannunciano controversie per la successione. Infatti, Lu Jintao 魯金濤, la cui madre è figlia del sessantatreesimo maestro, ha già cambiato il suo cognome in Zhang, e ciò lo preannuncia come futuro sessantacinquesimo patriarca. Questa scelta è stata frutto di contestazione negli ambienti taiwanesi.

### Scuole dei tre monti
La scuola Longhu è una delle più conosciute per i suoi talismani, le due altre correnti prominenti sono la Maoshan nello Jiangsu e la Gezao 閣皂 nel Jiangxi. La prima, i cui patriarchi avevano salde relazioni con il potere imperiale, fu la scuola predominante sotto i Tang. La corrente Gezao è la diretta discendente della scuola Lingbao (che si riteneva discendere dagli alchimisti Ge Xuan e Ge Hong), e annovera Lu Xiujing, Maestro celeste del sud tra i suoi patriarchi. A differenza della scuola Maoshan, la Gezao non ebbe mai forti relazioni con il potere centrale.